# Gustaf Johansson (1864–1946)
Erik Gustaf Johansson, Johansson i Kullersta, född 17 januari 1864 i Skärkinds församling, död 21 september 1946 i Linköping, var en svensk lantbrukare och socialdemokratisk riksdagspolitiker.
Johansson var ledamot av riksdagens andra kammare från hösten 1914, invald i Östergötlands läns valkrets.